# Американский лось
Американский лось (лат. Alces americanus) — крупный вид млекопитающих из рода лосей семейства оленевых, обитающий в Северной Америке и Азии к востоку от Енисея. Иногда считается подвидом европейского лося, и его видовой статус до сих пор обсуждается.

## Описание
Вместе со своим евразийским родственником, американский лось является самым крупным животных семейства оленевых, с головой и телом длиной 240—310 сантиметров, высотой плеч 140—235 сантиметров и весом 200—825 килограммов. Самец крупнее самки. Рога самца плоские, их ширина может достигать двух метров, а вес — до 30 килограммов.
При столкновении транспортного средства и лося чаще всего серьёзные повреждения грозят и транспорту, и животному, также иногда травмы получают люди, находящиеся в автомобиле. В штате Мэн в Соединенных Штатах ежегодно происходит более тысячи случаев уклонения от лосей.
Популярный объект спортивной охоты в США и Канаде, промысловой охоты — в Сибири и на Аляске.
Европейский и американский лоси в настоящее время разделены на два различных вида, поскольку они различаются по кариотипу (числу хромосом): американский лось имеет 70 хромосом, европейский лось 68. По размеру и строению тела, пропорциям и размерам рогов они мало отличаются, так как оба вида имеют значительную вариативность, есть лишь небольшие отличия в окраске между этими видами. В Европе и Западной Азии до реки Енисей живут Европейские лоси (Alces alces), а в Северной Америке и Восточной Азии за рекой Енисей — Американские лоси. В обширных пограничных районах их ареалов, выше по течению Енисея, Монголии и Китая, эти виды могут встречаться в одних и тех же регионах, они свободно скрещиваются, так что некоторые учёные считают их подвидами европейского лося (Alces alces).

## Классификация
Разделяют на 6-7- подвидов, три из которых обитают в России.
| Якутский лось          | A. a. pfizenmayeri | Восточная Сибирь, Монголия и Маньчжурия. В основном встречается в лесах на востоке России. Самый распространённый подвид лосей в Азии. Его ареал простирается от реки Енисей на западе и на большей части территории Сибири. Его ареал не включает Чукотку и уссурийских лосей на востоке и в северной Монголии. По размеру похож на западного лося из Канады и США.                                                                                               |
| Уссурийский лось       | A. a. cameloides   | Обитает в Амурско-Уссурийском регионе на Дальнем Востоке России, а также в северо-восточной части Китая. Уссурийские лоси отличаются от других подвидов лосей тем, что размер их рогов намного меньше, или они вовсе отсутствуют. Даже у взрослых самцов рога маленькие и оленьи, с небольшим количеством отростков. Самый маленький подвид как в Евразии, так и в мире. Рост самцов и самок составляет всего от 1,65 до 1,85 м в холке, а вес — от 200 до 350 кг. |
| Колымский лось         | A. a. buturlini    | Обитает на северо-востоке Сибири от бассейна реки Алазея на востоке до бассейнов рек Колыма и Анадырь и на юге через хребет Корякия и полуостров Камчатка. Самый крупный подвид в Евразии. Самцы могут вырастать до 2,15 м в высоту и весить от 500 до 725 кг; самки несколько меньше. |
| Восточноканадский лось | A. a. americana    | Восточная Канада, включая восточную часть Онтарио, весь Квебек и Атлантические провинции, а также северо-восток США, включая Мэн, Нью-Гэмпшир, Вермонт, Массачусетс, Род-Айленд, Коннектикут и северную часть Нью-Йорка у гор Адирондак. Население растёт. Это довольно низкорослый подвид: самки весят в среднем 270 кг, самцы — в среднем 365 кг, а рост самцов в холке достигает примерно 2 м.                                                                  |
| Западноканадский лось  | A. a. andersoni    | Британская Колумбия на западе Онтарио, восточный Юкон, Северо-Западные территории, юго-западный Нунавут, Мичиган (Верхний полуостров), северный Висконсин, северную Миннесоту и северо-восточную Дакоту. Подвид среднего размера, вес взрослых самок которого составляет от 340 до 420 кг, а взрослых самцов — от 450 до 500 кг в среднем. |
| Аляскинский лось       | A. a. gigas        | Аляска и западный Юкон. Самый крупный подвид в Северной Америке и в мире, а также самый крупный из ныне живущих оленей в мире; самый крупный из когда-либо убитых лосей весил 820 кг и был 2,33 м в холке. |
| Ширасский лось         | A. a. shirasi      | Колорадо, Айдахо, Монтана, Орегон, Юта, Вашингтон и Вайоминг. Самый маленький подвид в Северной Америке, вес которого в зрелом возрасте составляет от 230 до 344 кг. |

## В геральдике
В геральдике изображения американского лося используются на гербах населённых пунктов и территорий.
- Лоси на гербе г. Грейтер-Садбери в Канаде
- Лось на гербе штата Мэн США